# Ermächtigungsgesetz

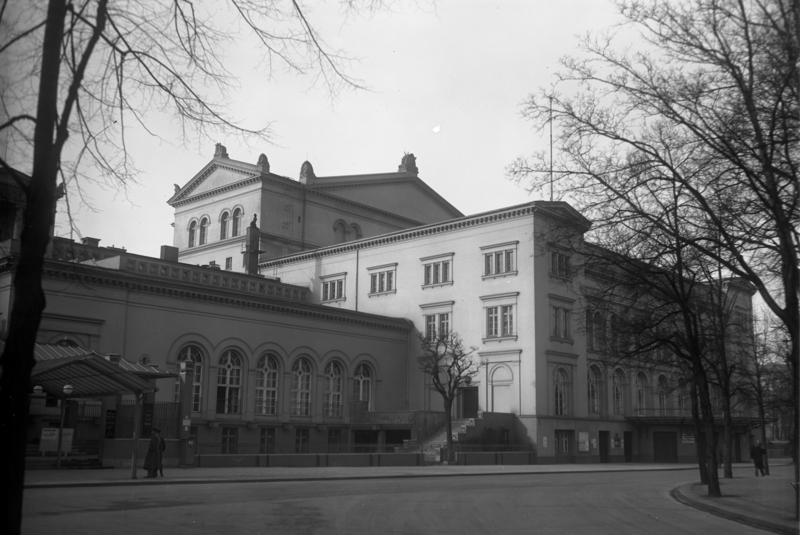
Das NS-Ermächtigungsgesetz wurde von den bürgerlichen Parteien und der NSDAP im März 1933 in der Krolloper angenommen.

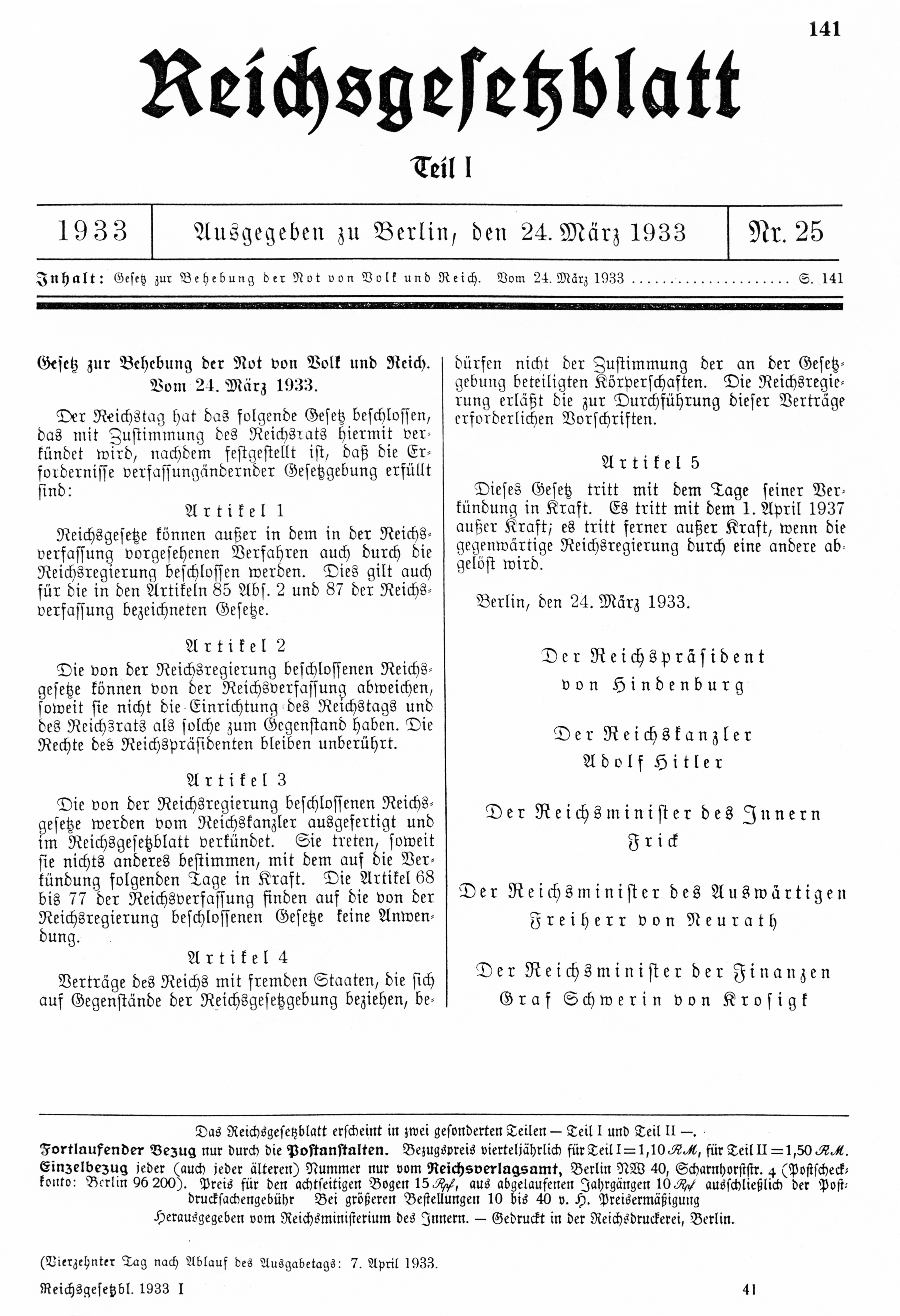
Gesetzestext im Reichsgesetzblatt (24. März 1933)

Mit einem Ermächtigungsgesetz erteilt das Parlament der Regierung außergewöhnliche Vollmachten. In der deutschen Geschichte gab es seit dem Beginn des Ersten Weltkriegs 1914 eine Reihe von Ermächtigungsgesetzen. Die zur Zeit der Weimarer Republik erlassenen Ermächtigungsgesetze widersprachen zwar der Reichsverfassung, die keine solche Übertragung von Rechten eines Organs an ein anderes Organ vorsah, doch die damalige Staatsrechtslehre akzeptierte diese Gesetze; sie kamen in Krisenzeiten und mit Zweidrittelmehrheit zustande. Die gleiche Mehrheit wäre auch für eine Verfassungsänderung nötig gewesen. Man sprach von einer zulässigen Verfassungsdurchbrechung.
Das weitaus bekannteste Ermächtigungsgesetz ist das Gesetz zur Behebung der Not von Volk und Reich. Am 23. März 1933 wurde darüber heftig debattiert, bis der am 5. März gewählte Reichstag das von der Hitlerregierung eingebrachte Gesetz in namentlicher Abstimmung mit den Stimmen der Regierungskoalition aus NSDAP und DNVP sowie von Zentrum, Bayerischer Volkspartei (BVP) und Deutscher Staatspartei annahm. Es trat am darauffolgenden Tag, dem 24. März 1933, mit seiner Verkündung in Kraft. Das Ermächtigungsgesetz diente nicht dazu, die Republik handlungsfähig zu machen, sondern – ganz im Gegenteil – sie abzuschaffen. Zusammen mit der Reichstagsbrandverordnung gilt es als rechtliche Hauptgrundlage der nationalsozialistischen Diktatur, weil damit das die elementare Grundlage des materiellen Verfassungsstaates bildende Prinzip der Gewaltenteilung durchbrochen wurde.
Das Grundgesetz für die Bundesrepublik Deutschland von 1949 hat deutlicher als die Weimarer Reichsverfassung geregelt, welche Ermächtigungen erlaubt sind. Eine etwas vergleichbare Übertragung von Rechten eines Verfassungsorgans ermöglicht das Grundgesetz ausschließlich im Gesetzgebungsnotstand. Überdies verbietet das Grundgesetz ausdrücklich das Abweichen von der Verfassung, selbst wenn eine verfassungsändernde Mehrheit dafür stimmen würde. Die Verfassung kann nur durch eine ausdrückliche Veränderung des Verfassungstextes verändert werden.

## Besonderheit der Ermächtigungsgesetze
Grundsätzlich sind Ermächtigungen im Recht, auch im Öffentlichen Recht, ein gängiges Phänomen. Die wichtigsten Rechtsnormen werden in Gesetzen festgehalten. Gesetze können nur durch den Gesetzgeber beschlossen werden, in der Regel also durch das Parlament. Ebenso kann nur das Parlament ein Gesetz abändern oder aufheben. Die Verfassung schreibt zuweilen vor, dass die Rechtsmaterie nur durch Gesetz geregelt werden darf (und nicht durch bloße Rechtsverordnung). In der Normenhierarchie stehen unterhalb der Verfassung und den Gesetzen die Verordnungen. Verordnungen werden von der Regierung erlassen, abgeändert oder aufgehoben. Eine Verordnung darf den Gesetzen nicht widersprechen, sonst ist sie unwirksam.
Die Arbeit an einem Gesetz dauert oft lange, vielleicht mehrere Jahre. Eine Verordnung hingegen kann von der Regierung vergleichsweise zügig abgeändert werden. Darum regeln viele Gesetze die Angelegenheiten nicht bis ins kleinste Detail, sondern geben der Regierung die Aufgabe, eine Verordnung zu Detailfragen zu erlassen. Die Regierung kann dann künftig Details rasch einer aktuellen Entwicklung anpassen. Das Gesetz bleibt der Rahmen, an dem sich die Verordnung orientiert. Das Parlament ermächtigt über das Gesetz die Regierung, eine solche Verordnung zu erlassen (Verordnungsermächtigung).
Wenn man in der deutschen Geschichte von Ermächtigungsgesetzen spricht, dann sind dabei besondere Ermächtigungen gemeint, oder genauer gesagt: die Ermächtigungen zu besonderen Verordnungen. In der Zeit von 1914 bis 1933 bzw. 1945 gab es Ermächtigungsgesetze, die es der Regierung erlaubten, Verordnungen mit Gesetzeskraft zu erlassen. Diese gesetzesvertretenden Verordnungen standen in der Normenhierarchie genauso weit oben wie Gesetze, sie konnten also nur abgeändert oder aufgehoben werden, wenn es im Parlament eine Mehrheit dazu gab. Hinzu kam, dass einige Ermächtigungsgesetze es erlaubten, dass die Verordnungen von der Verfassung abwichen.
Dank einer solchen Ermächtigung konnte eine Regierung eine Rechtsmaterie neu regeln, auch wenn sie schon von einem Gesetz behandelt wurde. Die gesetzesvertretende Verordnung ersetzte als späteres Recht jenes Gesetz. Die Regierung musste sich nicht bemühen, im Parlament eine Mehrheit für die Neuregelung zu organisieren. Ebenso konnte die Regierung eine Rechtsmaterie überhaupt regeln, selbst wenn die Verfassung in der Angelegenheit ein Gesetz verlangte.
Die Bismarcksche Reichsverfassung, die Weimarer Verfassung und das Grundgesetz sehen an sich keine gesetzesvertretenden Verordnungen oder ein Abweichen von der Verfassung vor. Das Grundgesetz unterscheidet sich von seinen Vorgängern dadurch, dass es letzteres ausdrücklich untersagt (Artikel 79 Absatz 1). Außerdem (Absatz 3) darf das ändernde Gesetz nicht die Gliederung des Bundes in Länder, die grundsätzliche Mitwirkung der Länder bei der Gesetzgebung des Bundes oder die in den Artikeln 1 und 20 des Grundgesetzes niedergelegten Grundsätze wie Rechtsstaatlichkeit, Demokratie, föderale Gliederung, Achtung der Menschenwürde u. a. m. berühren (Ewigkeitsklausel).
Das Grundgesetz kennt einen Gesetzgebungsnotstand. Nach dieser Regelung kann ein Gesetz unter Umständen auch ohne Zustimmung des Bundestages zustande kommen, wenn die Bundesregierung die Zustimmung des Bundespräsidenten und des Bundesrates dazu erlangt. Funktional lässt sich diese Regelung entfernt mit einigen Ermächtigungsgesetzen vergleichen, da eine Regierung ohne Parlament eine allgemeine Rechtsnorm mit Gesetzeskraft einführen kann (z. B. ein Haushaltsgesetz).
Man hat 1949 eine solche Regelung für den Fall eingeführt, dass das Parlament unfähig sein sollte, sich auf Gesetze zu einigen bzw. mit der Regierung zusammenzuarbeiten. Allerdings handelt es sich beim Gesetzgebungsnotstand nicht um eine „Ermächtigung“, da das Parlament der Regierung keine Ermächtigung erteilt.

## Ermächtigungsgesetze bis 1933

### Kriegsermächtigungsgesetz von 1914

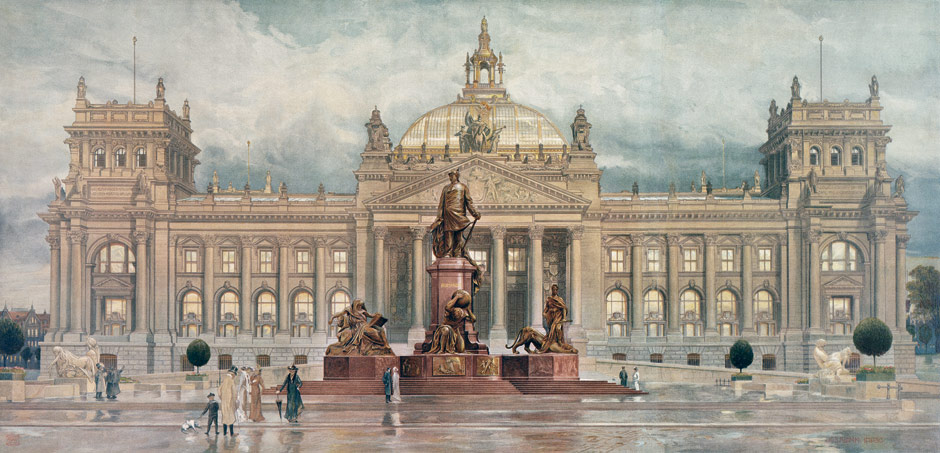
Reichstagsgebäude um 1910

Am 4. August 1914 stimmte der Deutsche Reichstag, das Parlament des Deutschen Reiches, dem Kriegs-Ermächtigungsgesetz zu (Gesetz über die Ermächtigung des Bundesrats zu wirtschaftlichen Maßnahmen und über die Verlängerung der Fristen des Wechsel- und Scheckrechts im Falle kriegerischer Ereignisse, RGBl. 1914, S. 327). Insgesamt kamen an diesem Tag 17 Kriegsgesetze zustande. Damit sollte der Bundesrat beziehungsweise die Reichsleitung zu den kriegsnotwendigen wirtschaftlichen Maßnahmen ermächtigt werden, zur „Abhilfe wirtschaftlicher Schädigung“. Ähnliche Gesetze gab es auch in den anderen kriegführenden Staaten während des Ersten Weltkriegs.
Das Gesetz wurde als legal angesehen, weil es für eine beschränkte Dauer gelten sollte und weil der Reichstag über die Maßnahmen zu informieren war und die Vorlagen außer Kraft setzen konnte. Außerdem bestand weiterhin die allgemeine Rechtsetzung durch den Reichstag. In den vier Kriegsjahren kam es zu 825 Anordnungen aufgrund des Gesetzes, wovon nur fünf beanstandet wurden (sie hatten Bezug auf Gerichtsverfahren). Normalerweise hatten sie einen direkten oder indirekten Bezug auf die Wirtschaft und nicht etwa auf das Presserecht, das Polizeirecht usw. Der Reichstag hat nur selten eine Aufhebung gefordert, allein dieser Möglichkeit wegen hat der Bundesrat von seinen Befugnissen nur maßvoll Gebrauch gemacht.
Allerdings bedeutete das Gesetz den „Durchbruch eines neuen verfassungspolitischen Prinzips von außerordentlicher Tragweite“, so Ernst Rudolf Huber, wegen des Beispiels für die Weimarer Zeit ab 1919. Es handelte sich um ein verfassungsdurchbrechendes Gesetz, das der Verfassung widersprach, aber in Kauf genommen wurde, weil es unter den Umständen zustande kam, die auch für eine Verfassungsänderung nötig gewesen wären. Der Verfassungstext jedoch wurde an sich nicht geändert.
Nach der Abdankung des Kaisers am 9. November 1918 dauerte es bis zum Gesetz über die vorläufige Reichsgewalt vom 10. Februar 1919, bis eine zweifelsfrei rechtmäßige Reichsregierung antrat. Damit erlosch das Kriegs-Ermächtigungsgesetz von 1914. Allerdings blieben einige Alt-Ermächtigungen in Kraft, sogar noch nach Inkrafttreten der neuen Verfassung vom 11. August 1919. Dabei handelt es sich beispielsweise um die Verordnung des Bundesrats über Kriegsmaßnahmen zur Sicherung der Volksernährung vom 22. Mai 1916/18. August 1917, die 1919 vom Reichsarbeitsminister für weiterhin gültig erklärt wurde. Das war verfassungsrechtlich unstatthaft, meint Huber, setzte sich aber durch. Insgesamt ging es um 215 solcher Rechtsetzungsakte nach Alt-Ermächtigungen.

### Ermächtigungsgesetze 1919–1927
Die Deutsche Nationalversammlung von 1919/20 und der Reichstag seit Juni 1920 beschlossen mehrere Ermächtigungsgesetze „zur Behebung von Staatskrisen“ (Sylvia Eilers). Die Gesetze fanden ihre Grenzen darin, dass sie Grundrechte nicht beschneiden durften (außer, wenn das Gesetz das ausdrücklich erwähnt hat) und dass der Reichstag sie aufheben konnte. Sie waren in der Regel zeitlich befristet, die aufgrund von ihnen erlassenen Verordnungen konnten allerdings lange gültig bleiben.
| Name                                                                                                | RGBl.  | beschlossen      | Gültigkeit | Anmerkungen |
| --------------------------------------------------------------------------------------------------- | ------ | ---------------- | --- | --- |
| Notgesetz für elsaß-lothringische Angelegenheiten                                                   | 257    | 1. März 1919     | unbefristet, lief der Natur der Sache nach aus | Staatenausschuss musste zustimmen |
| Gesetz zur Durchführung der Waffenstillstandsbedingungen                                            | 286    | 6. März 1919     | bis Ende der Nationalversammlung | |
| (Erstes) Gesetz über eine vereinfachte Form der Gesetzgebung für die Zwecke der Übergangswirtschaft | 394    | 17. April 1919   | bis Ende der Nationalversammlung | Staatenausschuss und ein Ausschuss der Nationalversammlung mussten zustimmen; Grundlage für viele bedeutsame, dauerhafte Vollmacht-Verordnungen           |
| (Zweites) Gesetz über die vereinfachte Form der Gesetzgebung für die Zwecke der Übergangswirtschaft | 1493   | 3. August 1920   | bis 1. November 1920 | Reichsrat und ein Reichstagsausschuss mussten zustimmen                                                                                                   |
| (Drittes) Gesetz über den Erlaß von Verordnungen für die Zwecke der Übergangswirtschaft             | 139    | 6. Februar 1921  | bis 6. April 1921 | Reichsrat und ein Reichstagsausschuss mussten zustimmen                                                                                                   |
| Art. VI des Reichs-Notgesetzes                                                                      | I 147  | 24. Februar 1923 | bis 1. Juni 1923 | Reichsrat musste zustimmen (bei einem Teil der Fälle) |
| (Erstes) Reichs-Ermächtigungsgesetz                                                                 | I 943  | 13. Oktober 1923 | bis zum Ende der Regierung bzw. ihrer parteipolitischen Zusammensetzung, das hieß bis zum 2. November 1923, als die SPD die Koalition verließ; ansonsten wäre die Geltungsdauer des Gesetzes bis zum 31. März 1924 befristet gewesen | „Stresemannsches Ermächtigungsgesetz“ |
| (Zweites) Reichs-Ermächtigungsgesetz                                                                | I 1179 | 8. Dezember 1923 | bis 15. Februar 1924 | „Marxsches Ermächtigungsgesetz“; Reichsrat und Reichstagsausschuss mussten „in vertraulicher Beratung“ gehört werden; Reichstag vertagte sich bis Februar |
| (Erstes) Reichs-Ermächtigungsgesetz über die vorläufige Anwendung von Wirtschaftsabkommen           | II 421 | 10. Juli 1926    | gültig für sechs Monate, nur außerhalb der Sitzungsperioden des Reichstags (d. h. bis 3. November 1926) | |
| (Zweites) Reichs-Ermächtigungsgesetz über die vorläufige Anwendung von Wirtschaftsabkommen          | II 466 | 14. Juli 1927    | sechs Monate, nur außerhalb der Sitzungsperioden des Reichstags (d. h. bis 18. Oktober 1927) | |

Die beiden ersten Gesetze (vom 1. und 6. März 1919) behandelten nur einen begrenzten Teil der Gesetzgebung, nämlich die Übergabe Elsaß-Lothringens und den Waffenstillstand. Die übrigen hingegen waren nur vage begrenzt, die Ermächtigungsgesetze für die Regierungen Stresemann und Marx (Oktober und Dezember 1923) waren „deutliche Blankovollmachten“, Huber zufolge. Die erlassenen Vollmacht-Verordnungen mussten sich, wenn das auch nicht ausdrücklich erwähnt wurde, an die Reichsverfassung halten. Nur das Stresemannsche Ermächtigungsgesetz erlaubte eine Abweichung von den Grundrechten. Von 1919 bis 1925 kamen etwa 420 „gesetzvertretende Verordnungen“ zustande, deren Grundlage die Ermächtigungen seit 1914 waren. Sie hatten größten Einfluss auf die „Sozial-, Wirtschafts-, Finanz- und Justiz-Verfassung“, von der Errichtung der Deutschen Rentenbank über Betriebsstilllegungen bis zur Schaffung der Reichsbahn und der Steuergesetzgebung.
Die Gesetze hatten „verfassungsändernden Charakter“, obgleich sie den Text der Verfassung nicht änderten. Die Verfassung selbst hatte es nicht vorgesehen, dass ein Organ seine Rechte an ein anderes Organ delegiert. Somit waren die Ermächtigungsgesetze nicht legal, urteilt Huber, sondern eine verschwiegene Verfassungsumgehung. Daran änderte nichts, dass die Gesetze mit Zweidrittelmehrheit des Reichstags beschlossen wurden, derselben Mehrheit, die für eine Verfassungsänderung nötig gewesen wäre. Sylvia Eilers kommentierte:

„Die Besonderheit eines Ermächtigungsgesetzes lag vor allem darin, dass die Parlamentarier in einem freiwilligen Akt der Selbstausschaltung glaubten, die Exekutive aufgrund ihrer größeren Sachkompetenz, ihrer parteipolitischen Unvoreingenommenheit und ihrer Erfahrung von parlamentarischen ‚Hemmnissen‘ befreien zu müssen.“

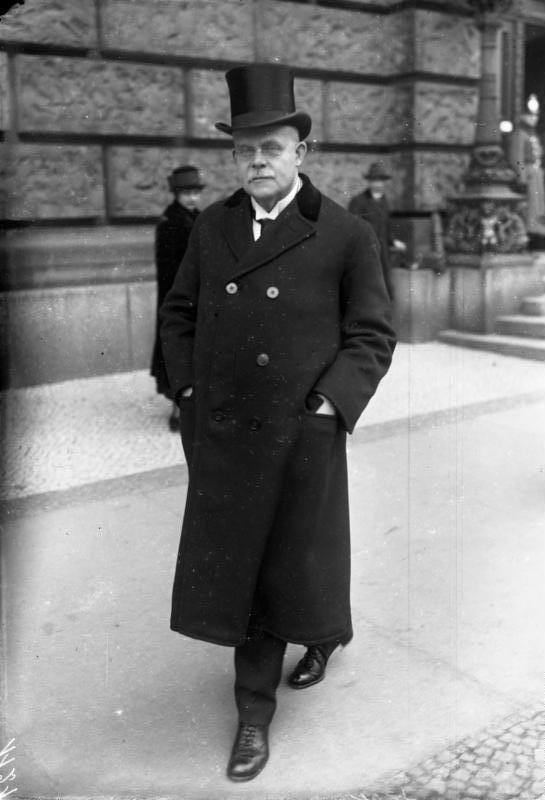
Wilhelm Marx, 1925

Die jeweilige Opposition trug diese Gesetze großteils mit, etwa die Deutschnationale Volkspartei 1919 oder die Sozialdemokratische Partei 1920/21. Die Opposition stimmte so einem Gesetz entweder zu oder nahm an der Abstimmung darüber nicht teil (Tolerierung). Hätte die Opposition das Ermächtigungsgesetz verhindert, stand die Drohung der Regierung im Raum, Verordnungen stattdessen auf anderem Wege zu verwirklichen. Beispielsweise am 26. Februar 1924 beriet der Reichstag darüber, ob er bestimmte Verordnungen außer Kraft setzen lassen wollte. Da kündigte Reichskanzler Wilhelm Marx mit Zustimmung von Reichspräsident Friedrich Ebert an, in diesem Fall den Reichstag aufzulösen. Der Reichstag entschied sich daraufhin, die Behandlung zu verschieben. Nachdem die Regierung ein großes Gesetzgebungsprogramm auf den Weg gebracht hatte, für lebenswichtige Maßnahmen in der damaligen Krisenzeit, wollte die Opposition die Aufhebungsanträge behandeln. Ebert löste den Reichstag auf, hinderte diesen also daran, seine verfassungsmäßige Aufgabe wahrzunehmen.
Alternativ zu einem Ermächtigungsgesetz konnte die Reichsregierung den Reichspräsidenten um Diktaturverordnungen (sogenannte Notverordnungen) nach Art. 48 der Verfassung bitten. Auch von diesen nur für echte Notfälle gedachten Verordnungen wurde viel Gebrauch gemacht, vor allem in den Jahren 1919–1923 und 1930–1933. Für den Reichstag hatte ein Ermächtigungsgesetz den gewissen Vorzug, dass er zeitliche Befristungen und ein Mitspracherecht (etwa über einen gesonderten Ausschuss) aushandeln konnte. Die Reichsregierungen sahen jedoch seit der Radikalisierung der Deutschnationalen ab 1928 und dem Anwachsen der NSDAP ab 1930 keine Mehrheiten mehr für eine entsprechende Zweidrittelmehrheit.

### Ermächtigungsgesetze in den Ländern (vor 1933)
Auch in den Ländern des Deutschen Reiches gab es Ermächtigungsgesetze und Notverordnungen. Die preußische Verfassung von 1920 (Art. 55) sah vor, dass bei Nichtversammeltsein des Landtags die Regierung Verordnungen mit Gesetzeskraft erlassen konnte. Dazu brauchte sie die Zustimmung eines bestimmten Landtagsausschusses. Eine Verordnung war aufzuheben, wenn der Landtag dies bei seiner nächsten Sitzung forderte. Vierzehn von achtzehn Ländern hatten ein solches Notverordnungsrecht. Vor allem Preußen machte davon Gebrauch (93 Notverordnungen), gefolgt von Thüringen (89) und Sachsen (61). Zusätzlich kam es zu Verordnungen aufgrund von Landesermächtigungsgesetzen, eines Reichsermächtigungsgesetzes oder von Notstandsartikeln einer Landes- oder der Reichsverfassung. Sowohl linke als auch Mitte-rechts-Regierungen machten in den Ländern ähnlich starken Gebrauch von solchen Instrumenten wie die Reichsebene.
Ein Beispiel ist das vom Thüringer Landtag vor allem auf Initiative des dortigen Innen- und Volksbildungsministers Wilhelm Frick beschlossene und am 29. März 1930 verkündete Gesetz, mit dem Landesverwaltung und Behördenaufbau umgebildet wurden.

## Ermächtigungsgesetz vom 24. März 1933

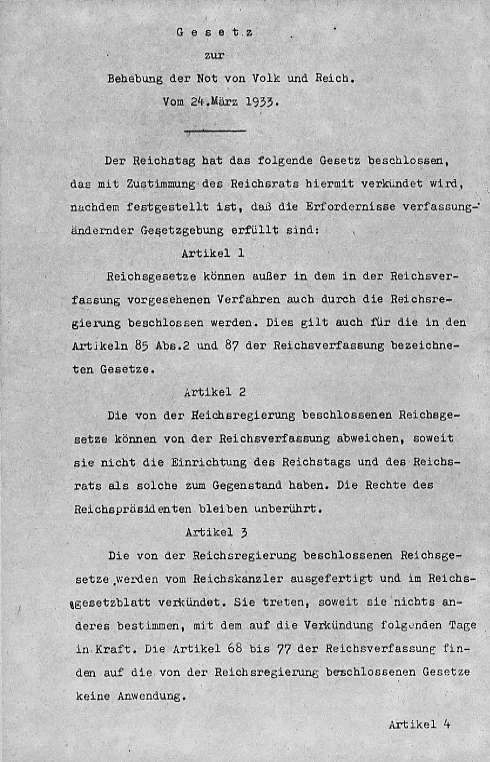
Gesetzestext (Blatt 1)

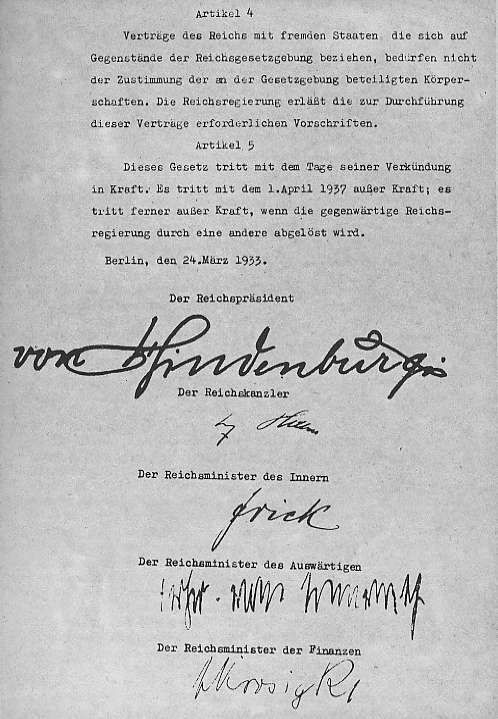
Gesetzestext (Blatt 2)

Mit den Gesetzen der 1920er Jahre, vor allem den Stresemannschen und Marxschen Ermächtigungsgesetzen, waren gefährliche Vorbilder für den Verfassungsbruch geschaffen worden. Als Adolf Hitler zu Beginn des Jahres 1933 seine Diktatur zu festigen suchte, strebte er zielgerichtet auf ein Ermächtigungsgesetz zu. Sein Gesetz zur Behebung der Not von Volk und Reich vom 24. März 1933 unterschied sich aber in entscheidenden Punkten von dem Marxschen Ermächtigungsgesetz aus dem Jahre 1923:
- Hitlers Regierung sollte nach seinem Ermächtigungsgesetz nicht nur Verordnungen, sondern Gesetze und auch Verträge mit dem Ausland beschließen können.
- Die so beschlossenen Gesetze konnten von der Verfassung abweichen.
- Die Regelung war thematisch nicht beschränkt und sollte vier Jahre dauern.
- Weder ein Reichstagsausschuss noch der Reichsrat konnten Kontrolle ausüben bzw. wenigstens nachträglich die Aufhebung fordern.

Ein weiterer Unterschied besteht in der parlamentarischen Situation: Im Gegensatz zum Minderheitskabinett Marx hatte die NSDAP seit den Wahlen vom 5. März 1933 zusammen mit der (u. a. aus DNVP) gebildeten Kampffront Schwarz-Weiß-Rot eine absolute Mehrheit im Reichstag. Hitlers Absicht war es, den Reichstag auszuschalten und die Verfassung de facto außer Kraft zu setzen, um die Aufhebung der Gewaltenteilung zu erreichen. Zu diesem Zweck wurde zunächst die Geschäftsordnung des Reichstages geändert, um formal den Anwesenheitsanforderungen trotz Inhaftierung und Abwesenheit der kommunistischen Abgeordneten gerecht werden zu können. Sodann wurde – im Beisein illegal im Reichstag anwesender bewaffneter und uniformierter SA- und SS-Angehöriger – unter der neuen Geschäftsordnung das Ermächtigungsgesetz beschlossen.
Alle Parteien außer der SPD stimmten sowohl der Änderung der Geschäftsordnung wie auch dem „Gesetz zur Behebung der Not von Volk und Reich“ zu; wegen der Gegenstimmen der SPD waren für das Erreichen der Zweidrittelmehrheit und die endgültige Annahme des Gesetzes die Stimmen der Zentrumspartei ausschlaggebend.

### Inhalt
Originalauszug des Ermächtigungsgesetzes, das am 24. März in Kraft trat:
Art. 1. Reichsgesetze können außer in dem in der Reichsverfassung vorgesehenen Verfahren auch durch die Reichsregierung beschlossen werden. Dies gilt auch für die in den Artikeln 85 Abs. 2 und 87 der Reichsverfassung bezeichneten Gesetze.
Art. 2. Die von der Reichsregierung beschlossenen Reichsgesetze können von der Reichsverfassung abweichen, soweit sie nicht die Einrichtung des Reichstags und des Reichsrats als solche zum Gegenstand haben. Die Rechte des Reichspräsidenten bleiben unberührt.
Art. 3. Die von der Reichsregierung beschlossenen Reichsgesetze werden vom Reichskanzler ausgefertigt und im Reichsgesetzblatt verkündet. Sie treten, soweit sie nichts anderes bestimmen, mit dem auf die Verkündung folgenden Tage in Kraft. […]
Art. 4. Verträge des Reichs mit fremden Staaten, die sich auf Gegenstände der Reichsgesetzgebung beziehen, bedürfen nicht der Zustimmung der an der Gesetzgebung beteiligten Körperschaften. Die Reichsregierung erlässt die zur Durchführung dieser Verträge erforderlichen Vorschriften.
Das bedeutete, dass neue Gesetze nicht mehr verfassungskonform sein mussten, insbesondere die Wahrung der Grundrechte nicht mehr sicherzustellen war, und dass Gesetze neben dem verfassungsmäßigen Verfahren auch allein von der Reichsregierung erlassen werden konnten. Somit erhielt die Exekutive auch legislative Gewalt. Die im ersten Artikel erwähnten Verfassungsartikel 85 Abs. 2 und 87 banden Haushalt und Kreditaufnahme an die Gesetzesform. Durch das Ermächtigungsgesetz konnten also nunmehr der Haushaltsplan und Kreditaufnahmen ohne den Reichstag beschlossen werden.
Die Gültigkeit des Ermächtigungsgesetzes betrug vier Jahre – damit wurde Hitlers Forderung „Gebt mir vier Jahre Zeit und ihr werdet Deutschland nicht wiedererkennen“ verwirklicht.

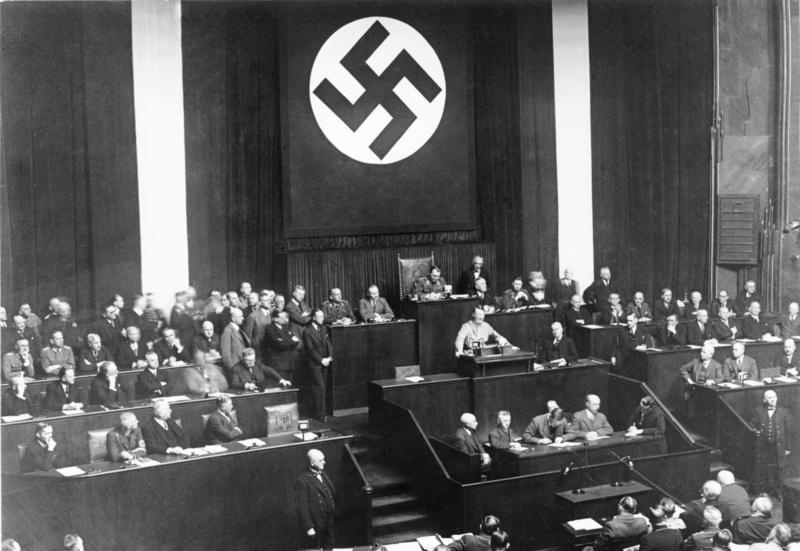
Hitlers Rede zum Ermächtigungsgesetz

### Debatte im Parlament
Da das Reichstagsgebäude nach dem Reichstagsbrand nicht benutzt werden konnte, tagte das Parlament am 23. März 1933 in der Krolloper. Das Gebäude wurde von der SS abgesperrt, die an diesem Tag erstmals in größerem Rahmen in Erscheinung trat. Im Inneren standen lange SA-Kolonnen. Als weitere Neuerung hing eine riesige Hakenkreuzfahne hinter dem Podium. Zur Eröffnung hielt Reichstagspräsident Hermann Göring eine Gedenkrede auf Dietrich Eckart.
- Dann betrat Hitler im Braunhemd das Podium. Es war seine erste Rede vor dem Reichstag, und viele Abgeordnete sahen ihn überhaupt das erste Mal. Wie in vielen seiner Reden begann er mit der Novemberrevolution und entwarf dann seine Ziele und Absichten. Damit die Regierung die Aufgaben erfüllen könne, habe sie das Ermächtigungsgesetz einbringen lassen.

„Es würde dem Sinn der nationalen Erhebung widersprechen und dem beabsichtigten Zweck nicht genügen, wollte die Regierung sich für ihre Maßnahmen von Fall zu Fall die Genehmigung des Reichstags erhandeln und erbitten.“

Anschließend beschwichtigte er damit, dass dadurch weder der Bestand des Reichstages oder des Reichsrates noch die Existenz der Länder noch die Stellung und die Rechte des Reichspräsidenten gefährdet seien. Erst am Ende seiner Rede drohte Hitler, die Regierung sei auch bereit, Ablehnung und Widerstand entgegenzutreten. Er schloss mit den Worten:

„Mögen Sie, meine Herren Abgeordneten, nunmehr selbst die Entscheidung treffen über Frieden oder Krieg.“

Es folgten Ovationen und der stehend angestimmte Gesang des Deutschlandliedes.

Ludwig Kaas, Vorsitzender des Zentrums und Reichstagsabgeordneter

- Prälat Ludwig Kaas, Vorsitzender des katholischen Zentrums, begründete vor dem Deutschen Reichstag das Ja seiner Partei zum Ermächtigungsgesetz:

„Die gegenwärtige Stunde kann für uns nicht im Zeichen der Worte stehen, ihr einziges, ihr beherrschendes Gesetz ist das der raschen, aufbauenden und rettenden Tat. Und diese Tat kann nur geboren werden in der Sammlung.
Die deutsche Zentrumspartei, die den großen Sammlungsgedanken schon seit langem und trotz aller vorübergehenden Enttäuschung mit Nachdruck und Entschiedenheit vertreten hat, setzt sich zu dieser Stunde, wo alle kleinen und engen Erwägungen schweigen müssen, bewusst und aus nationalem Verantwortungsgefühl über alle parteipolitischen und sonstigen Gedanken hinweg. […]
Im Angesicht der brennenden Not, in der Volk und Staat gegenwärtig stehen, im Angesicht der riesenhaften Aufgaben, die der deutsche Wiederaufbau an uns stellt, im Angesicht vor allem der Sturmwolken, die in Deutschland und um Deutschland aufzusteigen beginnen, reichen wir von der deutschen Zentrumspartei in dieser Stunde allen, auch früheren Gegnern, die Hand, um die Fortführung des nationalen Aufstiegswerkes zu sichern.“

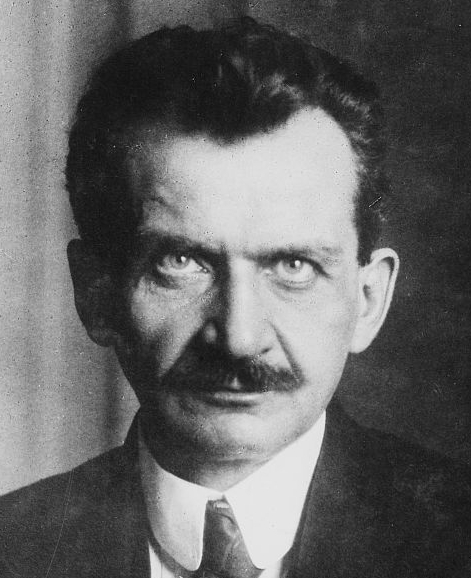
Otto Wels, SPD-Vorsitzender und Reichstagsabgeordneter

- Für die sozialdemokratische Fraktion begründete der SPD-Vorsitzende Otto Wels die strikte Ablehnung der Gesetzesvorlage; er sprach die letzten freien Worte im Deutschen Reichstag:[30]

„[…] Freiheit und Leben kann man uns nehmen, die Ehre nicht.
Nach den Verfolgungen, die die Sozialdemokratische Partei in der letzten Zeit erfahren hat, wird billigerweise niemand von ihr verlangen oder erwarten können, daß sie für das hier eingebrachte Ermächtigungsgesetz stimmt. Die Wahlen vom 5. März haben den Regierungsparteien die Mehrheit gebracht und damit die Möglichkeit gegeben, streng nach Wortlaut und Sinn der Verfassung zu regieren. Wo diese Möglichkeit besteht, besteht auch die Pflicht. Kritik ist heilsam und notwendig. Noch niemals, seit es einen Deutschen Reichstag gibt, ist die Kontrolle der öffentlichen Angelegenheiten durch die gewählten Vertreter des Volkes in solchem Maße ausgeschaltet worden, wie es jetzt geschieht, und wie es durch das neue Ermächtigungsgesetz noch mehr geschehen soll. Eine solche Allmacht der Regierung muß sich um so schwerer auswirken, als auch die Presse jeder Bewegungsfreiheit entbehrt.
[…] Wir deutschen Sozialdemokraten bekennen uns in dieser geschichtlichen Stunde feierlich zu den Grundsätzen der Menschlichkeit und Gerechtigkeit, der Freiheit und des Sozialismus. Kein Ermächtigungsgesetz gibt Ihnen die Macht, Ideen, die ewig und unzerstörbar sind, zu vernichten. […] Auch aus neuen Verfolgungen kann die deutsche Sozialdemokratie neue Kraft schöpfen.
Wir grüßen die Verfolgten und Bedrängten. Wir grüßen unsere Freunde im Reich. Ihre Standhaftigkeit und Treue verdienen Bewunderung. Ihr Bekennermut, ihre ungebrochene Zuversicht verbürgen eine hellere Zukunft.“

(Das Wortprotokoll verzeichnet mehrfach Beifall und Zustimmung bei den Sozialdemokraten und Lachen bei den Nationalsozialisten.)
- Daraufhin betrat Hitler erneut das Rednerpult. Hasserfüllt und immer wieder von stürmischem Beifall seiner Anhänger unterbrochen sprach er der Sozialdemokratie den Anspruch auf nationale Ehre und Recht ab und hielt Wels unter Anspielung auf dessen Worte die Verfolgungen vor, die die Nationalsozialisten in den 14 Jahren seit 1919 erlitten hätten. Die Nationalsozialisten seien die wahren Fürsprecher der deutschen Arbeiter. Er wolle gar nicht, dass die SPD für das Gesetz stimme: „Deutschland soll frei werden, aber nicht durch Sie!“[32]

Das Sitzungsprotokoll vermerkte langandauernde Heil-Rufe und Beifallskundgebungen bei den Nationalsozialisten und auf den Tribünen, Händeklatschen bei den Deutschnationalen sowie stets einsetzenden stürmischen Beifall und Heil-Rufe. Joseph Goebbels notierte dazu in seinem Tagebuch (24. März 1933):

„Man sah niemals, daß einer so zu Boden geworfen und erledigt wurde wie hier. Der Führer spricht ganz frei und ist groß in Form. Das Haus rauscht vor Beifall, Gelächter, Begeisterung und Applaus. Es wird ein Erfolg ohnegleichen.“

### Auseinandersetzung im Zentrum
Aufgrund der Änderung der Geschäftsordnung bei Abstimmungen des Reichstags über das Ermächtigungsgesetz hing die nötige Zweidrittelmehrheit nur noch vom Verhalten des Zentrums und der Bayerischen Volkspartei (BVP) ab.
Die Verhandlungen mit den Nationalsozialisten im Vorfeld der Reichstagssitzung hatten die Zentrumsfraktion einer Zerreißprobe ausgesetzt. Viele Abgeordnete hatten persönliche Drohungen gegen sich oder ihre Familien erhalten und standen unter dem Schock der Verhaftung der kommunistischen Abgeordneten und unter dem Eindruck der Drohungen der im Sitzungssaal aufmarschierten SA- und SS-Männer. Der ehemalige SPD-Reichstagsabgeordnete Fritz Baade schrieb 1948:

„Wenn man […] das ganze Zentrum nicht durch physische Bedrohung gezwungen hätte, für dieses Ermächtigungsgesetz zu stimmen, wäre auch in diesem Reichstag keine Mehrheit zustande gekommen. Ich entsinne mich, daß Abgeordnete der Zentrumsfraktion […] nach der Abstimmung weinend zu mir kamen und sagten, sie seien überzeugt gewesen, dass sie ermordet worden wären, wenn sie nicht für das Ermächtigungsgesetz gestimmt hätten.“

Schließlich setzte sich der Parteivorsitzende Prälat Kaas, Verfechter einer autoritären nationalen Sammlungspolitik, gegen die Minderheit um Heinrich Brüning und Adam Stegerwald durch. Kaas vertrat die Meinung, dass ein Widerstand des Zentrums an der Herrschaft Hitlers als politischer Realität nichts ändern werde. Man werde lediglich die Chance auf die Einhaltung der von Hitler zugesicherten Garantien verspielen. Diese umfassten:
- Fortbestand der obersten Verfassungsorgane und der Länder,
- Sicherung des christlichen Einflusses in Schule und Erziehung,
- Respektierung der Länderkonkordate und der Rechte der christlichen Konfessionen,
- Unabsetzbarkeit der Richter,
- Beibehaltung des Reichstags und des Reichsrats,
- Wahrung der Stellung und der Rechte des Reichspräsidenten.

Diese Haltung ist auch im Kontext des Kulturkampfes gegen Otto von Bismarck zu sehen, in dem die römisch-katholische Kirche sich nicht gegen die Einführung der Alleingültigkeit der Zivilehe und der staatlichen Schulaufsicht durchsetzen konnte. Darüber hinaus würden gemäß Kaas weite Teile der Partei ein besseres Verhältnis zur NSDAP wünschen und seien kaum noch daran zu hindern, in das Lager Hitlers zu wechseln.
Im Anschluss an seine Rede folgte die Begründung der Bayerischen Volkspartei durch den Abgeordneten Ritter von Lex.
Sowohl die Abgeordneten des Zentrums als auch die Abgeordneten der Bayerischen Volkspartei stimmten ohne Ausnahme für das Ermächtigungsgesetz. Die Zentrumspartei soll von ihren Reichstagsabgeordneten Fraktionsdisziplin gefordert haben (siehe Eugen Bolz). Der Frankfurter Abgeordnete Friedrich Dessauer sprach sich noch in der Vorberatung am Abstimmungstag gegen das Ermächtigungsgesetz aus, gab jedoch später nach.
Die Zentrumspartei stimmte für das Ermächtigungsgesetz im Rahmen einer allgemeinen Annäherung zwischen den Nationalsozialisten und der katholischen Kirche in Deutschland; in diesem Rahmen erfolgte auch vier Monate später der Abschluss des Reichskonkordats, bei dem der inzwischen dauerhaft nach Rom übersiedelte Zentrums-Vorsitzende Kaas nunmehr die vatikanische Seite vertrat. Eine konkrete Absprache zwischen den Nationalsozialisten und dem Vatikan zu einer Verbindung zwischen dem Ermächtigungsgesetz und dem Reichskonkordat (Junktim-These) scheint aber nicht existiert zu haben.

### Verhalten der Liberalen
Die fünf Abgeordneten der Deutschen Staatspartei, nämlich Hermann Dietrich, Theodor Heuss (späterer Bundespräsident), Heinrich Landahl, Ernst Lemmer (späterer Bundesminister und CDU-Politiker) und der spätere Ministerpräsident von Baden-Württemberg Reinhold Maier, waren sich anfangs uneins, folgten dann aber alle der Mehrheit von drei Abgeordneten, die trotz Vorbehalten und ungeachtet persönlicher Enthaltungserklärungen dem Ermächtigungsgesetz zustimmen wollten. Die Begründung der Fraktion trug der Abgeordnete Maier vor:

„Wir fühlen uns in den großen nationalen Zielen durchaus mit der Auffassung verbunden, wie sie heute vom Herrn Reichskanzler vorgetragen wurde […]. Wir verstehen, dass die gegenwärtige Reichsregierung weitgehende Vollmachten verlangt, um ungestört arbeiten zu können […]. Im Interesse von Volk und Vaterland und in der Erwartung einer gesetzmäßigen Entwicklung werden wir unsere ernsten Bedenken zurückstellen und dem Ermächtigungsgesetz zustimmen.“

### Abstimmung
Zur Verabschiedung des Gesetzentwurfes mussten zwei Drittel der anwesenden Abgeordneten zustimmen; weiter war erforderlich, dass zwei Drittel der gesetzlichen Mitglieder des Reichstages bei der Abstimmung anwesend waren. Von den 647 Abgeordneten mussten also 432 anwesend sein. SPD und KPD verfügten über 201 Abgeordnete. Um die Gültigkeit der Abstimmung zu verhindern, hätten also neben diesen 201 Abgeordneten lediglich 15 weitere Abgeordnete der Abstimmung fern bleiben müssen (647−216 = 431). Um das zu verhindern, beantragte die Reichsregierung eine Änderung der Geschäftsordnung. Danach sollten auch diejenigen Abgeordneten, die ohne Entschuldigung einer Reichstagssitzung fernblieben, als anwesend gelten. Zu diesen „unentschuldigt“ Fehlenden zählten auch die vorher in „Schutzhaft“ genommenen oder vertriebenen Abgeordneten. Obwohl die SPD ausdrücklich auf die Gefahr des Missbrauchs hinwies, stimmten außer ihr alle Parteien dieser Änderung der Geschäftsordnung zu.
Göring und Hitler schafften es, die bürgerlichen Parteien auf ihre Seite zu ziehen – zum einen durch vorangegangene Verhandlungen am 20. März, zum anderen durch eine wirksame Drohkulisse, die die SA durch ihre Präsenz aufbaute. Die erzwungene Abwesenheit der KPD-Abgeordneten auf Grund von Verhaftung, Ermordung und Flucht erhöhte den Druck auf die bürgerlichen Parlamentarier.
Nach der Ausschaltung der KPD, „denen im übrigen die Mandate durch Verordnung entzogen worden sind“, stimmte allein die SPD (94 Stimmen) im Reichstag gegen das Gesetz. 109 Abgeordnete verschiedener Fraktionen nahmen nicht an der Abstimmung teil:
- 26 Abgeordnete der SPD waren inhaftiert oder geflohen
- 81 Abgeordnete der KPD (die gesamte Fraktion) wurden vor der Abstimmung widerrechtlich verhaftet oder waren geflüchtet und untergetaucht
- 2 weitere Abgeordnete waren erkrankt bzw. entschuldigt

Ausweislich des amtlichen Protokolls wurden insgesamt 538 gültige Stimmen abgegeben, 94 Abgeordnete stimmten mit „Nein“. Alle anderen Abgeordneten (insgesamt 444) stimmten für das Gesetz. Entweder geschah dies aus Überzeugung oder aus Sorge um ihre persönliche Sicherheit und die Sicherheit ihrer Familien, aber auch, weil sie sich dem Fraktionszwang ihrer Partei beugten. Als Hermann Göring das Abstimmungsergebnis bekannt gab, stürmten die NSDAP-Abgeordneten nach vorn und sangen das Horst-Wessel-Lied.

### Folgen und Ausblick
Jetzt wurde nicht mehr nur die Presse zensiert, sondern binnen weniger Wochen das erste Konzentrationslager (KZ) in Dachau bei München eingerichtet (22. März 1933; ab 1. April 1933, nachdem Heinrich Himmler zum politischen Polizeikommandeur ernannt worden war, stellte die SS die Wachmannschaften). Ein großer Teil der Beamtenschaft wurde entlassen (alle Beamten mit einem jüdischen Großelternteil, dazu alle – auch nichtjüdische – Regimegegner). Diesen Regierungsbeschluss nannte man beschönigend „Gesetz zur Wiederherstellung des Berufsbeamtentums“ (8. April 1933). Das Eigentum der Gewerkschaften wurde unmittelbar nach dem 1. Mai, dem „Tag der Arbeit“, eingezogen, und noch am gleichen Tag, dem 2. Mai 1933, wurden die Gewerkschaftsführer verhaftet. Schließlich wurden zwischen Mai und Juli nacheinander alle politischen Parteien außer der NSDAP verboten (abgesehen von SPD und KPD lösten sich alle anderen Parteien freiwillig auf, darunter auch die mit der NSDAP koalierende DNVP). Zuvor waren bereits alle Gemeinden und Teilstaaten des Landes „gleichgeschaltet“ worden, d. h. man hatte die föderale Gliederung des demokratischen Staates durch die zentralistische Diktatur der Reichsregierung ersetzt.
Per Gesetz vom 1. Dezember wurde schließlich die „Einheit von Staat und Partei“ verkündet. Der nunmehr ganz von der NSDAP beherrschte Reichstag trat in den folgenden Jahren bis 1945 nur noch wenige Male zusammen; fast alle neuen Gesetze wurden von der Reichsregierung bzw. von Hitler selbst erlassen. Viele der Betroffenen hatten sich bis zuletzt Illusionen über die ab dann herrschende Unterdrückung gemacht.
Das Ermächtigungsgesetz wurde zum Schlüsselgesetz für die Gleichschaltung Deutschlands auf allen Ebenen. Gesetzgebungsverfahren des Reichstags wurden bald selten; auch die Gesetzgebung durch die Reichsregierung ging immer mehr zurück (im Reichsgesetzblatt sind die auf der Grundlage von Ermächtigungsgesetzen erlassenen Gesetze an der Eingangsformel „Die Reichsregierung hat das folgende Gesetz beschlossen“ zu erkennen). Spätestens nach Kriegsbeginn wurden die Gesetze durch Verordnungen und schließlich durch Führerbefehle ersetzt, was zu erheblicher Rechtsunsicherheit führte, da die zahlreichen Führerbefehle nicht immer ordnungsgemäß verkündet wurden und sich oft widersprachen.
Das Gesetz wurde vom nationalsozialistischen Reichstag, bei dem es sich nicht mehr um eine demokratische Institution handelte, am 30. Januar 1937 um weitere vier Jahre bis zum 1. April 1941 sowie am 30. Januar 1939 bis zum 10. Mai 1943 verlängert. Am selben Tag bestimmte Hitler mittels Erlass die fortdauernde Geltung der Befugnisse aus dem Ermächtigungsgesetz ohne Befristung. Um einen Anschein von Legitimität zu bewahren, heißt es dort am Ende: „Ich [der Führer] behalte mir vor, eine Bestätigung […] durch den Großdeutschen Reichstag herbeizuführen.“ Am 20. September 1945 wurde das Ermächtigungsgesetz durch das Kontrollratsgesetz Nr. 1 betreffend die Aufhebung von NS-Recht des Alliierten Kontrollrats formal aufgehoben.
Wegen seiner Funktion bei der Einrichtung der NS-Diktatur ist das Ermächtigungsgesetz von 1933 weitaus bekannter als alle vorherigen Ermächtigungsgesetze. Selbst manche Historiker kennen nur jenes. In einem Überblickswerk zu geschichtswissenschaftlichen Kontroversen über die Weimarer Zeit schrieb Dieter Gessner fälschlicherweise: „Sogar mit 2/3-Mehrheit erlassene ‚Ermächtigungsgesetze‘ waren nach der Verfassung möglich, wenn auch kein republikanisches Parlament bis zum Januar 1933 davon Gebrauch gemacht hat.“

## Ermächtigungsgesetze in den Ländern (1933)
Das unter den Bedingungen des Reichsermächtigungsgesetzes am 31. März erlassene Gleichschaltungsgesetz ermächtigte die Landesregierungen, die mittlerweile durch die Einsetzung von Reichskommissaren und die Bildung von Koalitionsregierungen allesamt von den Nationalsozialisten kontrolliert wurden, Landesgesetze auch ohne die Zustimmung ihrer Landesparlamente zu erlassen. Gegen die jeweiligen Landesverfassungen durften solche Gesetze aber nur verstoßen, wenn die Landes- oder Kommunalverwaltung neu geregelt wurde. Auch die Landesparlamente durften nicht abgeschafft werden. Die Landesregierungen hatten nun in ihrem Einflussbereich fast die gleichen Kompetenzen wie die Reichsregierung auf Reichsebene. In den meisten Ländern gingen die Funktionäre bald daran, auch den noch bestehenden Schutz der Landesverfassungen aufzuheben. Dazu beschlossen die meisten Landesparlamente von April bis Juni Ermächtigungsgesetze, die die Landesregierungen berechtigten, auch Verfassungsrecht zu setzen. Die Mehrheiten für diese Gesetze konnte die NSDAP leichter als auf Reichsebene beschaffen, da durch das Gleichschaltungsgesetz die Landtage nach dem Ergebnis der Reichstagswahl neu gebildet worden waren und die Mandate der KPD wegfielen. Keine Landesermächtigungsgesetze wurden in Anhalt, Braunschweig, Oldenburg, Bremen und Hamburg erlassen.
Die einzelnen Landesermächtigungsgesetze:
- Land Thüringen: Ermächtigungsgesetz vom 3. Mai 1933[51]
- Volksstaat Hessen: Ermächtigungsgesetz vom 15. Mai 1933[52]
- Freistaat Bayern: Gesetz zur Behebung der Not des bayerischen Volkes und Staates vom 21. Mai 1933[53]
- Freistaat Sachsen: Ermächtigungsgesetz vom 27. Mai 1933[54]
- Freistaat Preußen: Gesetz zur Behebung der Not von Volk und Land vom 1. Juni 1933[55]
- Republik Baden: Ermächtigungsgesetz vom 9. Juni 1933[56]
- Freistaat Mecklenburg-Schwerin: Gesetz zur Behebung der Not von Land und Volk vom 17. Juni 1933[57]
- Volksstaat Württemberg: Gesetz zur Behebung der Not des Landes (Ermächtigungsgesetz) vom 20. Juni 1933[58]
- Freistaat Lippe: Ermächtigungsgesetz vom 21. Juni 1933[59]
- Freistaat Mecklenburg-Strelitz: Gesetz zur Behebung der Not von Volk und Land vom 30. Juni 1933[60]
- Freistaat Schaumburg-Lippe: Ermächtigungsgesetz vom 14. Juli 1933[61]
- Freie und Hansestadt Lübeck: Gesetz zur Behebung der Not von Volk und Land vom 30. Juli 1933[62]